# Cuthona odhneri
Cuthona odhneri is een slakkensoort uit de familie van de Cuthonidae. De wetenschappelijke naam van de soort is voor het eerst geldig gepubliceerd in 1959 door Er. Marcus.